# Ichneumon erythrurus
Ichneumon erythrurus là một loài tò vò trong họ Ichneumonidae.